# 王禕 (演員)
王褘（?—），又名王一，女，浙江省龍泉市人，中国電視主持人與演員。
王褘曾出演央視版《天龍八部》，飾演阿碧。由此和金庸先生結緣，頗受金庸先生贊許，曾為之題字：“褘者，美也”、“乍見小龍女，忽逢小明星。”
在浙江大學城市學院畢業后，王褘進入浙江廣播電視集團，出任主持人。先后在主持過浙江影視娛樂頻道的《誰是估價王》《家家歡樂送》《精彩一時間》。擔綱主持浙江影視娛樂頻道的偶像劇欄目《因為愛》，飾演愛情精靈。 

## 外部連結
- 王褘的個人主頁 （页面存档备份，存于）